# Yannick Schwaller
Yannick Schwaller (Soleura, 31 de marzo de 1995) es un deportista suizo que compite en curling. Su hermano Kim compite en el mismo deporte.
Ganó dos medallas en el Campeonato Mundial de Curling, en los años 2023 y 2025, y tres medallas en el Campeonato Europeo de Curling entre los años 2019 y 2023.

## Palmarés internacional
| Campeonato Mundial | Campeonato Mundial     | Campeonato Mundial | Campeonato Mundial |
| Año                | Lugar                  | Medalla            | Prueba             |
| ------------------ | ---------------------- | ------------------ | ------------------ |
| 2023               | Ottawa (Canadá)        | Medalla de bronce  | Equipo             |
| 2025               | Moose Jaw (Canadá)     | Medalla de plata   | Equipo             |
| Campeonato Europeo |                        |                    |                    |
| Año                | Lugar                  | Medalla            | Prueba             |
| 2019               | Helsingborg (Suecia)   | Medalla de plata   | Equipo             |
| 2022               | Östersund (Suecia)     | Medalla de plata   | Equipo             |
| 2023               | Aberdeen (Reino Unido) | Medalla de bronce  | Equipo             |